# スズキ・アルトラパン
アルト ラパン（ALTO Lapin）は、スズキのハッチバック型軽自動車である。軽セダンのアルトを基本に設計された。後述の理由で「ラパン」（Lapin）と略して呼ばれる場合も多い。

## 概要
弁当箱をモチーフとした丸みのある箱型の外観デザインとし、低めの車体高で広い室内空間を確保したパッケージングに、家電・家具・雑貨などを連想させるデザインのパーツを採用した、5ドアハッチバック型のセダンである。主力車種のアルトにて、男性や高齢者のユーザーが増えて女性層が減ってきたことから、改めて若い女性層にターゲットを当てて開発したものである。
開発コンセプトは「ゆるさ」であり、静粛性・乗り心地・使い勝手の良さに配慮して「自分の部屋にいるようなくつろぎと心地よさ」を訴求点としている。このコンセプトは女性購買層の支持を得て初代から人気車種になり、3代目開発時にはユーザーの9割は女性であり、うち6割が20代から30代の若い女性であったとされている。
車名の由来となっているウサギの入った前後のエンブレム（「Lapin」ロゴの「i」の上の点部がウサギの頭）、インストルメントパネルのアナログ時計（初代モデルのタコメーター非装着グレードのみ）など女性を意識したデザインとなっている。また、歴代を通してメインキーのデザインが他のスズキ車とは異なる専用デザインとなっているほか、ボディーカラーも淡い色を中心に豊富にラインアップされており、それに合わせて内装色も設定される仕様となる。
なお、正式車名の「アルトラパン」、ひいては本車がアルトシリーズであることを示すものとしてはリアウィンドウ下部（初代は右下端、2代目以降は左下端）にさりげなく貼られている"SUZUKI ALTO"のロゴステッカー（初代は5代目、2代目は6代目、3代目は8代目のアルト）があるが、販売戦略上アルトとは別の車種として扱っているために各種広告では単に「ラパン」と表記されている。
初代モデルはマツダへスピアーノという車名でOEM供給されていたが、2代目モデル以降はOEM供給されていない。

## 初代 HE21S型（2002年 - 2008年）
エンジンは水冷直列3気筒K6A型で、40kW（54馬力）のVVT付き自然吸気仕様、低回転域の扱いやすさを狙った44kW（60馬力）のインタークーラー付きMターボ仕様（初代の途中から採用、後に廃止）および47kW（64馬力）のインタークーラー付きターボ仕様の3種類が存在する。トランスミッションは、コラムシフトの4速AT（ターボモデルの2WDのみロックアップ機構を備える。Mターボ仕様は装備されない）のほか、「SS」のみフロアシフトの5速MTが選択できた。
なお、廉価グレードを除いて同時期に発売されたMRワゴンの一部グレードとともに当時の軽自動車では珍しく小型ツィーターを含む6スピーカーを標準装備していた。

### 年表

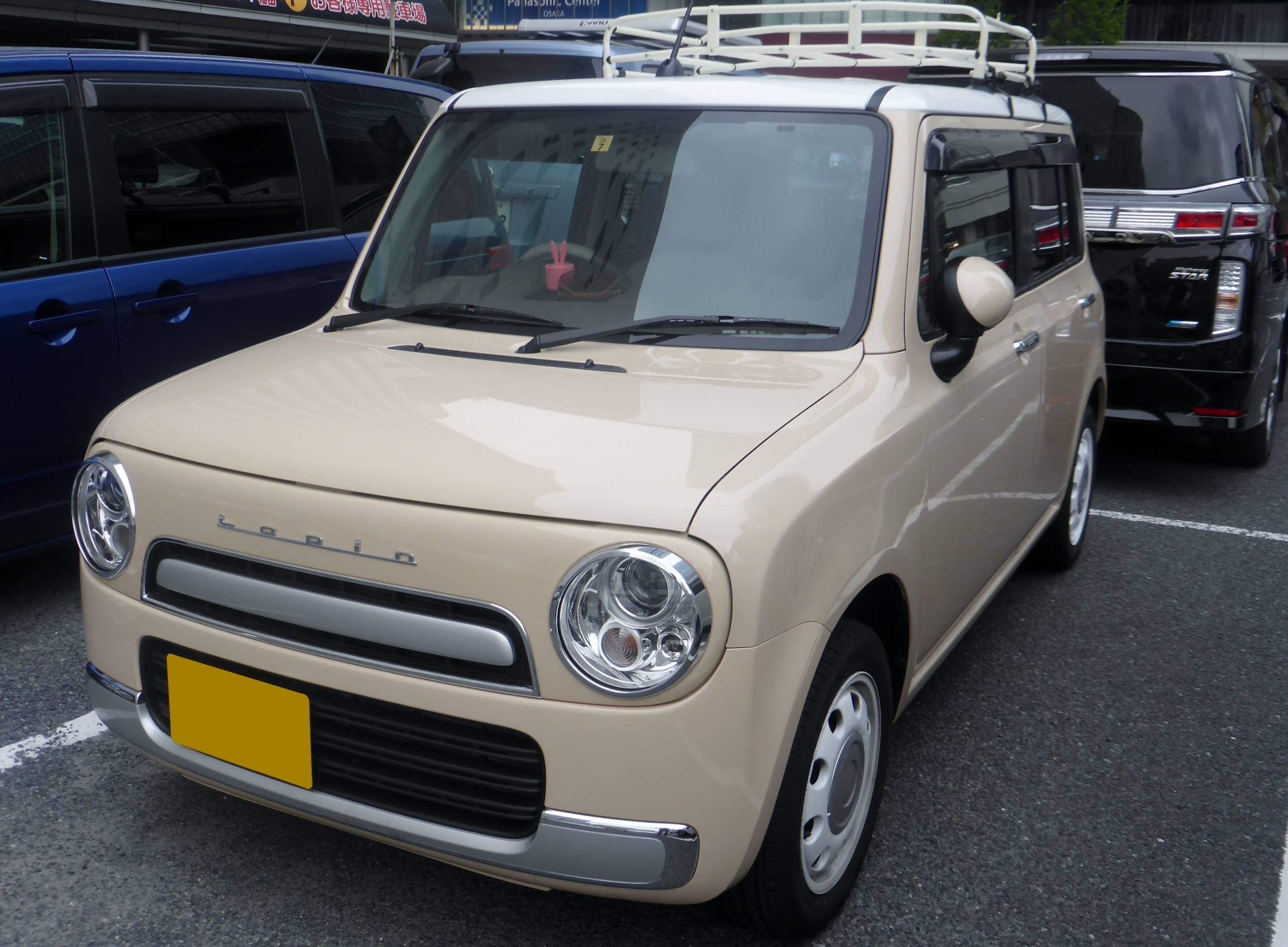
ショコラ G フロント
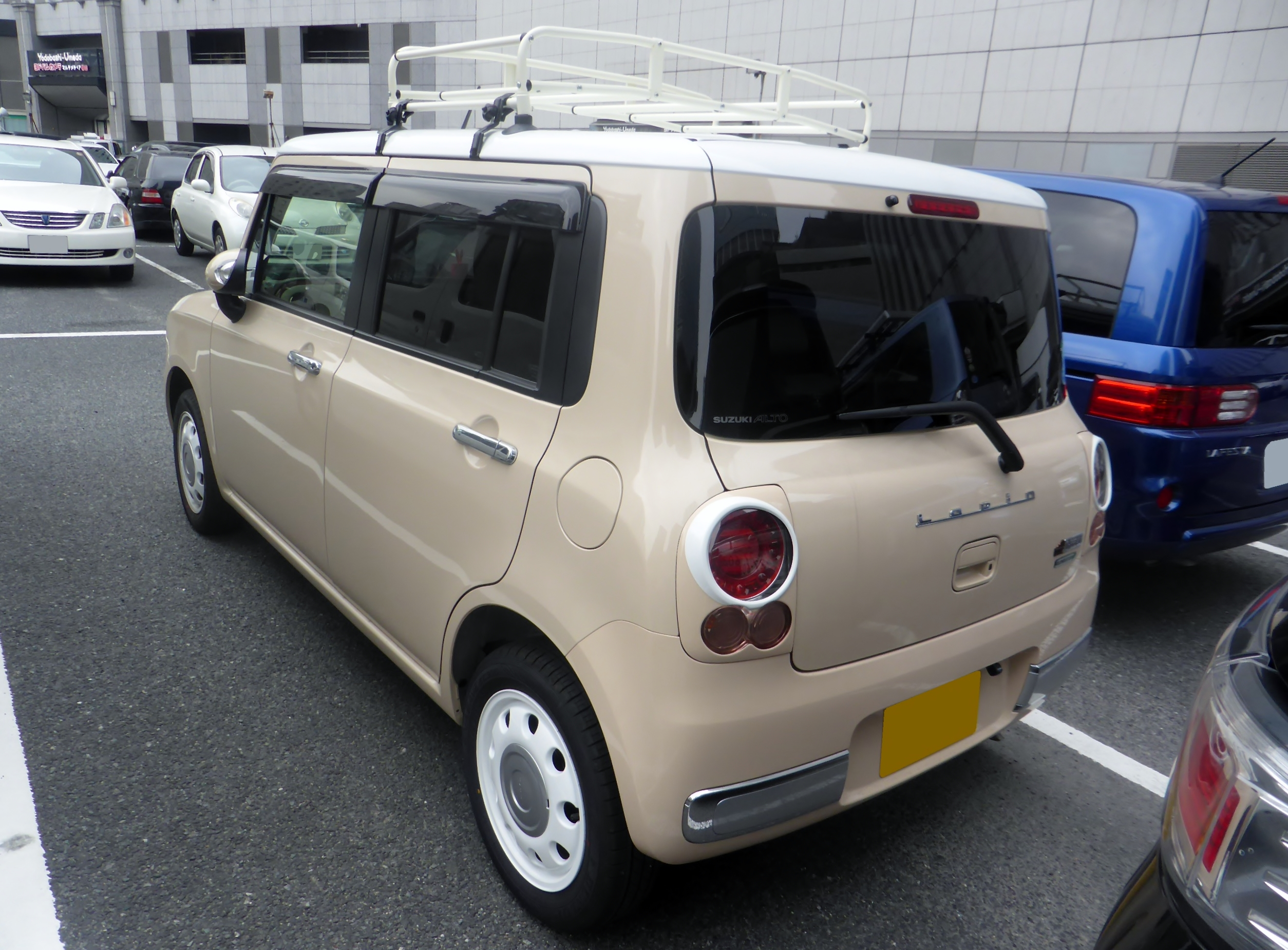
ショコラG リア

2001年（平成13年）10月
第35回東京モーターショーに基となるコンセプトカー『ラパン』を出品。
後に発売される市販モデルとは雰囲気が異なっていたが、デザインを担当したスズキの片岡祐司は「（市販車のイメージはできあがっていたが）市販車のカタチをぼかしたかった」と述べている。
2002年1月22日
初代アルトラパン（以下、ラパン）発売。廉価グレードの「G」・標準グレードの「X」・ツートンカラーを採用した「X2」の3グレード展開。
2002年9月3日
内装は木目調パネルに専用シート地とオートエアコン、外装は一部をメッキとした専用グリルと専用メッキ丸型ドアミラーを装備する特別仕様車「モード」を発売。専用色として「グローブグリーンパール」と「クールベージュメタリック」を設定。併せて、カタロググレードのFF車が仕様変更され「超-低排出ガス車（★★★）」認定を取得。
2002年10月17日
Mターボエンジンを搭載する「ターボ」を追加発売。外観は黒メッシュの専用グリルとフォグランプを標準装備。内装はリアシートを分割可倒式に変更し、自然吸気モデルに装備されるアナログ時計がタコメーターに置きかえられた。その他の装備は標準グレードのXに準じており、インタークーラーのエアインテークはグリル内に配置されている。
2002年12月4日
丸型ハロゲンフォグランプなどを装備した特別仕様車「モードII」を発売。
2003年1月14日
軽自動車販売台数30年連続No.1を記念し、よりスポーティな外内装と上級装備を装備した特別仕様車「バージョンV」を発売。
2003年2月5日
キャンバストップを装備した特装車「キャンバストップ」を発売。赤い特別仕様のシート地が採用され、ルーフ部分がブラック塗装となっている。
2003年4月10日
オートバックス、ベネトンとタイアップした特別仕様車「ベネトンバージョン」を発売。なお、販売はスズキの販売店のみならず、オートバックスの店舗でも取り扱っていた。
2003年9月3日
一部改良（2型）。新たに、従前のアルトワークスからの代替ユーザー（ほとんどが男性ユーザー）をターゲットとし、丸型のヘッドライトと大型の丸型フォグランプのフロントフェイスを採用したターボエンジン仕様のスポーツモデル「SS」、前席をベンチシートとし、パーキングブレーキを足踏み式とした「L」の2種類を追加。特別仕様車として発売していた「モード」、「ベネトンバージョン」はカタロググレードに昇格。また、既存グレードにおいても、燃費性能を向上（ターボ車を除く）、シートとドアトリムの表皮を変更、新色に「シャーベットオレンジメタリック」を設定した。
2004年1月26日
インストルメントパネル、シート、ドアトリム表皮、マット類を明るい黄色に統一した特別仕様車「Lリミテッド」を発売。
2004年4月
仕様変更。「ターボ」を除くFF車が「平成17年基準排出ガス50%低減レベル（☆☆☆）」認定を取得するとともに、「平成22年度燃費基準+5%」を達成。「ベネトンバージョン」を廃止。
2004年6月21日
外装は白をアクセントに取り入れ、内装は青と白を用いて夏らしさを表現した特別仕様車「LリミテッドII」を発売。
2004年7月
「モード」を仕様変更。
2004年10月5日
一部改良（3型）。前席ベンチシートと足踏み式パーキングブレーキを「SS」を除く全車種に採用。同時にボディカラー2色（ムスクブルーメタリック、ココナッツベージュメタリック）を追加し、シート地を一部変更した。また、グレード体系も整理し、「L」を廃止。
2004年12月7日
ピンクの内装を施した特別仕様車「アンセルバージョン」を発売。
2005年5月9日
「G」をベースに、専用シートや上級仕様の内外装を施した特別仕様車「Gセレクション」を発売。
2005年12月5日
一部改良（4型）。ライトブラウンを基調とした内装や専用エンブレムなどを装備した特別仕様車「GセレクションII」を発売。専用色として「ミステリアスバイオレッドパール」を新たに設定。同時にカタロググレードの仕様変更を行い、「キャンバストップ」を廃止。
2006年4月12日
一部改良（5型）。専用のフロントグリルと前後バンパー、丸目ヘッドランプを採用した新グレード「L」を追加。同時にボディカラーに「ライムグリーンメタリック」を追加、シート地の一部変更、新デザインのフロントグリル（「ターボ」、「SS」を除く）と透明タイプのリヤコンビランプへの変更を実施した。また、グレード体系を整理し、「X2」を廃止。
2006年11月18日
専用インテリア、アルミホイール、電動格納式リモコンドアミラーなどを装備した特別仕様車「GセレクションIII」を発売。専用色として新たに「マルーンブラウンパール」を追加。
2007年5月12日
一部改良（6型）。フロントグリルのデザインを一新。「G」と「X」は車体色と同色の新デザインに。「L」と「モード」のグリル外縁にメッキ処理を施した。また、グレードによって異なるインパネとシート表皮を採用。「X」と「L」はリーフ柄を施した白色基調のインパネを、「モード」は黒ウッドの本革巻ステアリングホイールと黒ウッド調インパネを採用し、インテリアデザインをダークブラウン基調に統一。「G」、「X」、「L」の白、黒車体色車にブルー、その他の車体色車にはオレンジの凹柄シートとドアトリム表皮を採用。「SS」には、専用のシートとドアトリム表皮を採用。「G」には分割可倒式リヤシートを新たに採用。「モード」に「SS」と共通の64馬力ターボエンジンを搭載。これに伴い60馬力のMターボエンジンが廃止された。あわせて、専用ボディーカラーとインパネや花柄シート&ドアトリム表皮、メッキ加飾を施したグリル等を装備した特別仕様車「Gエディション」を発売。
2008年10月
生産終了。在庫対応分のみの販売となる。
2008年11月25日
2代目と入れ替わる形で販売終了。

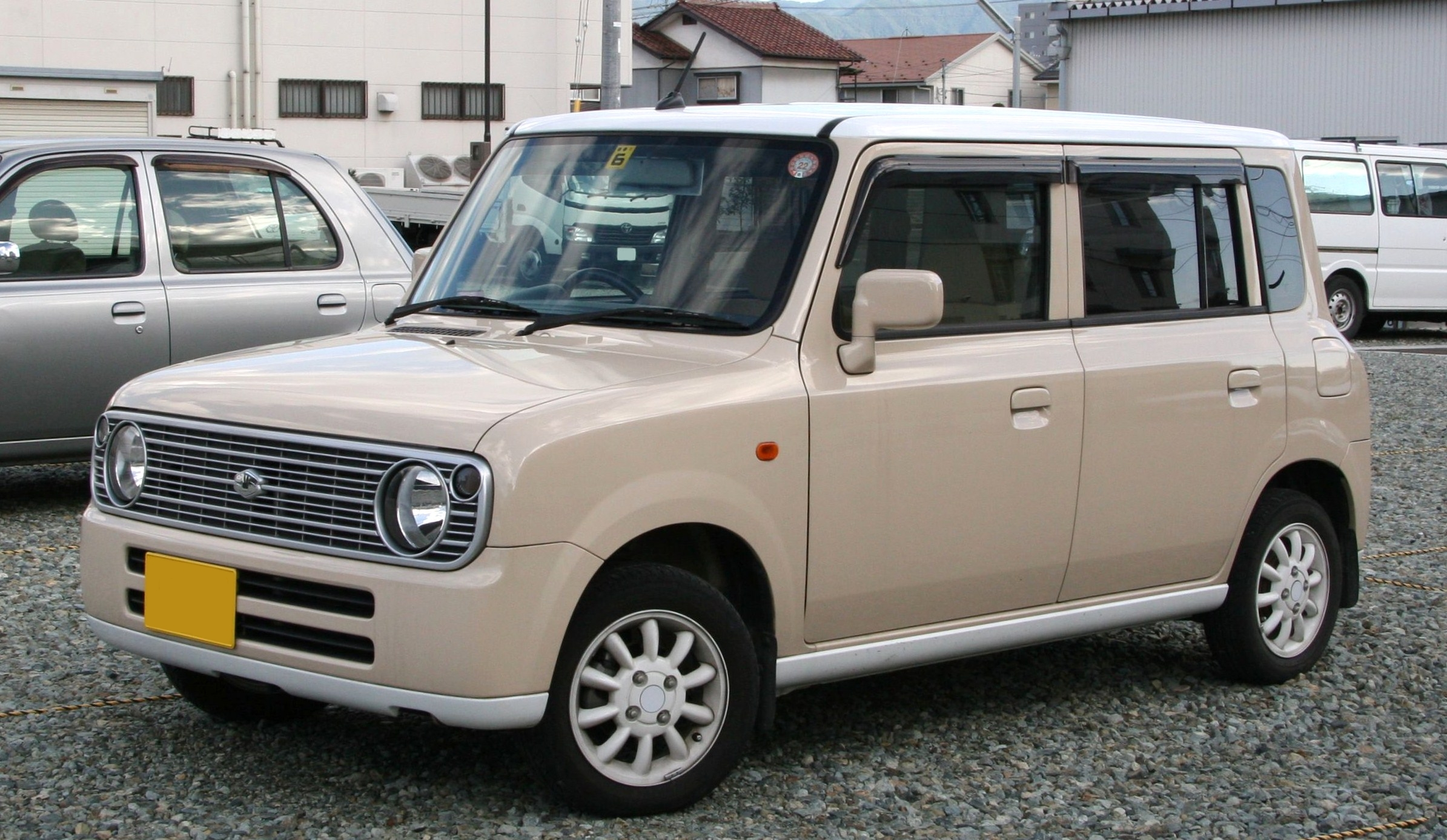
L （2006年4月-2007年5月）
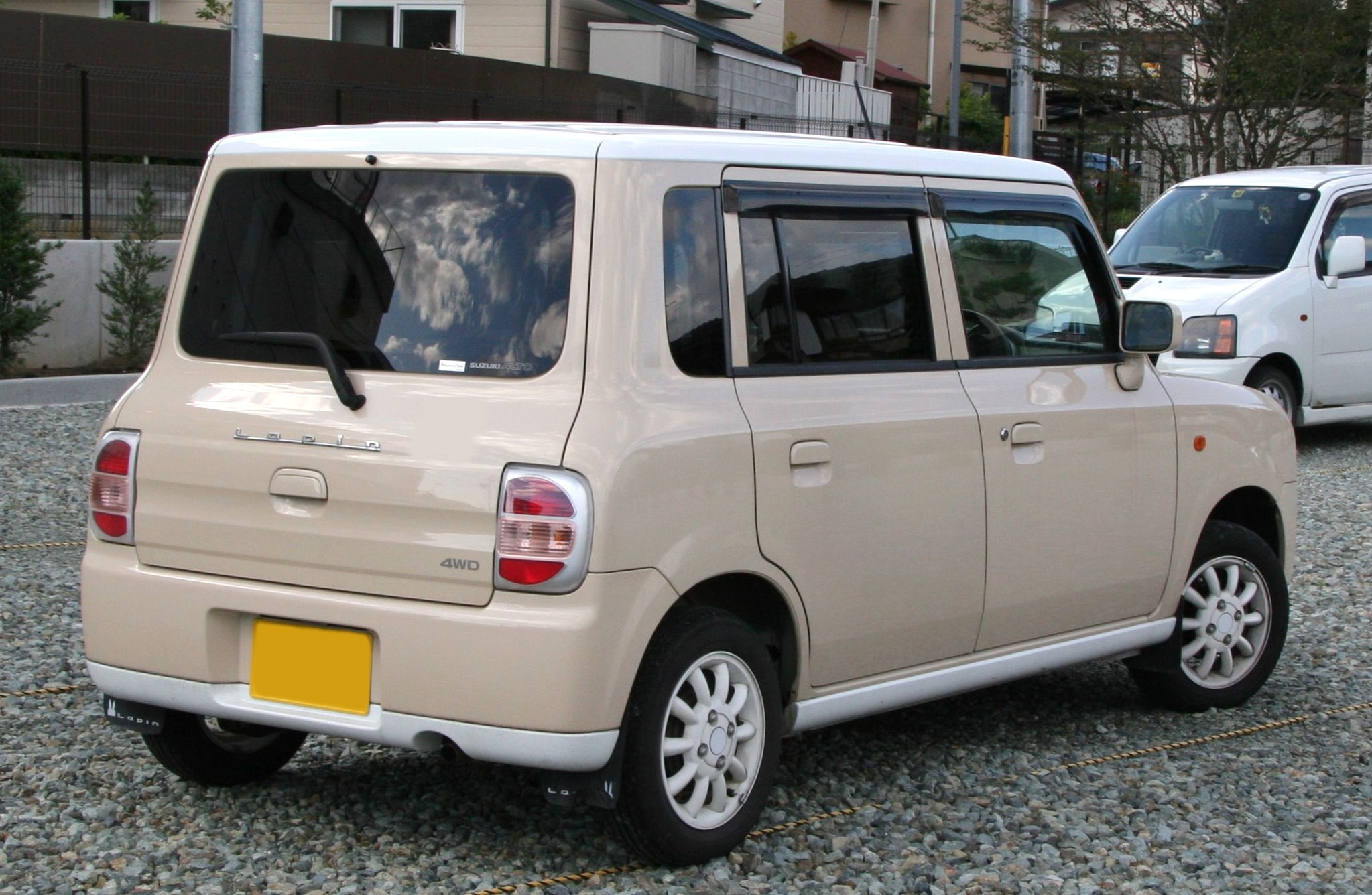
後方より
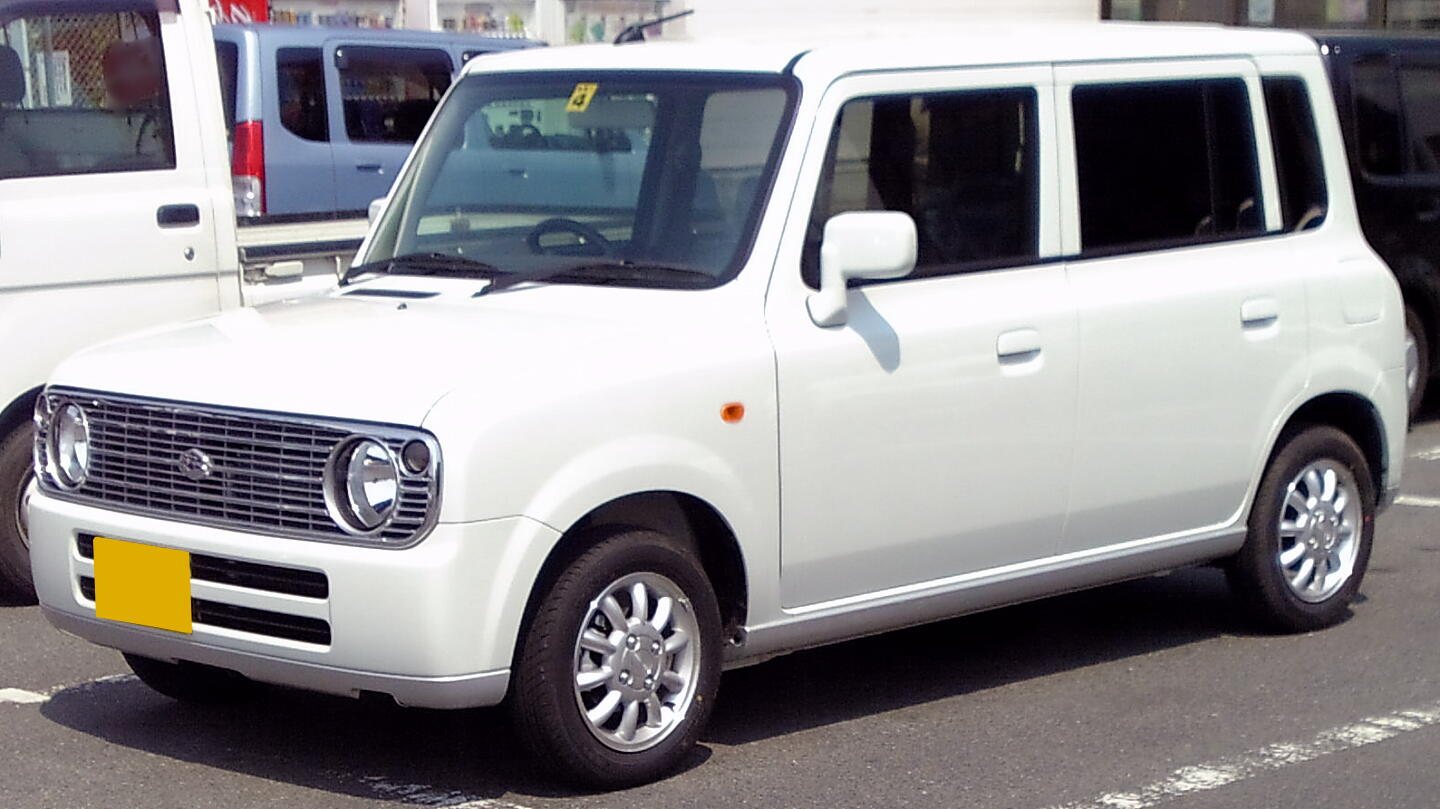
L（2007年5月-2008年11月）
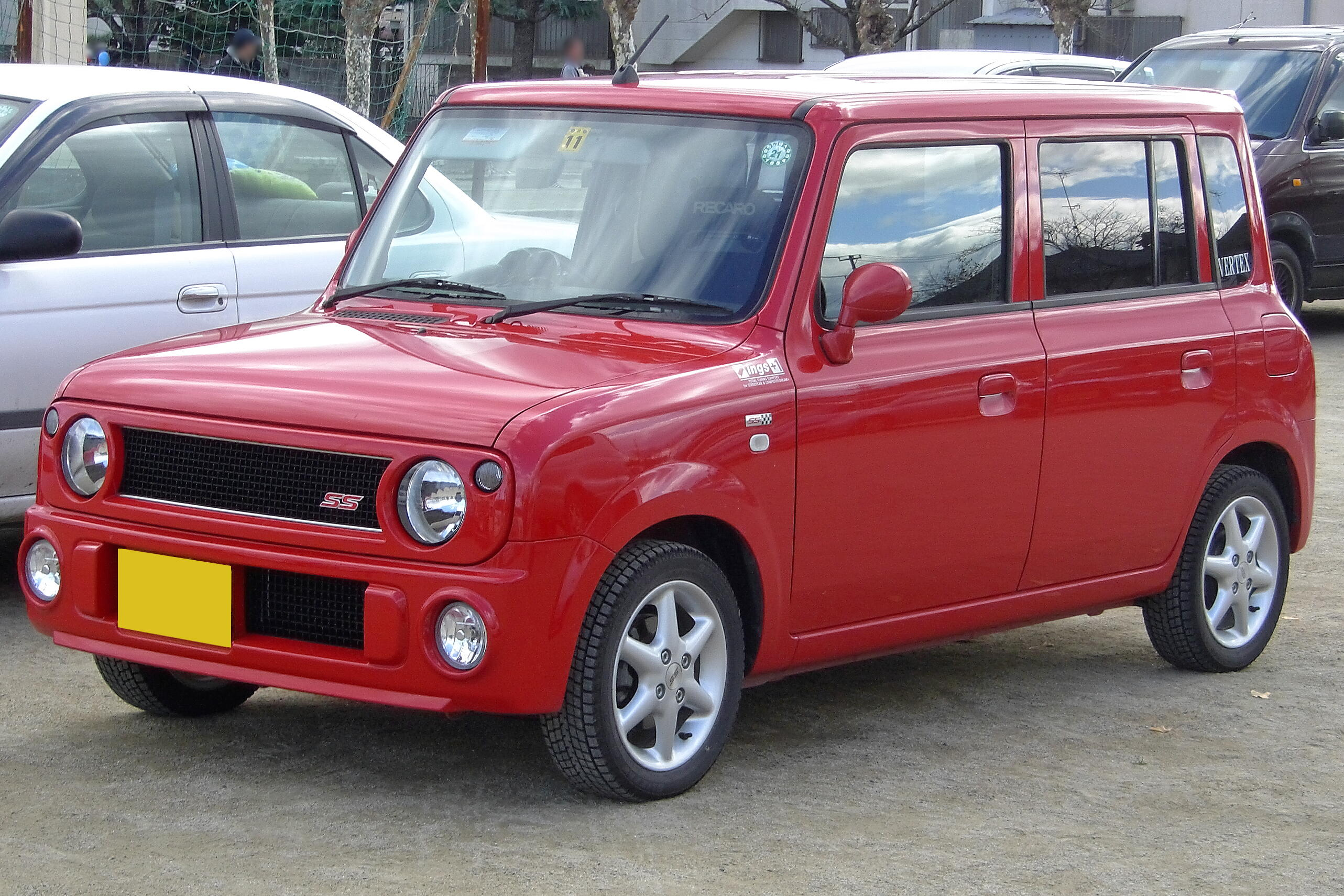
SS

## 2代目 HE22S型（2008年 - 2015年）
パレットや4代目ワゴンRのプラットフォームを採用。ホイールベースが拡大されたことで、居住性と開放感を高めた。エンジンは初代と同様にK6A型が採用され、VVT付自然吸気仕様とインタークーラー付きターボ仕様（2014年10月の仕様変更に伴い廃止）の2種類のエンジンが用意された。また、初代ではトランスミッションごとに異なっていたシフトレバーの配置がインパネシフトに変更の上で統一され、トランスミッション自体も新たにスリップ制御付ロックアップ機構を備えた4速ATに加え、新たにCVT（ジヤトコ製）が設定され、グレードにより選択可能とした。このエンジンの改良とCVTの新搭載により、NA車は「平成17年度排出ガス基準75%低減レベル（☆☆☆☆）」認定を取得すると共に、CVT車（2WD車・4WD車共）は「平成22年度燃費基準+25%」を、2WD・4AT車は「平成22年度燃費基準+15%」を達成しており、4WD・4AT車を除き「平成27年度燃費基準」も達成した。ターボ車についても、「平成17年度排出ガス基準50%低減レベル（☆☆☆）」認定と「平成22年度燃費基準+20%（4WD車は+15%）」を達成している。2010年5月の仕様変更でCVTのみの設定となり、同年8月の改良で日産自動車とジヤトコが共同で開発した副変速機構付CVTとなったが、2012年12月に「G」のみながら4AT車の設定が復活（当初は2WD仕様のみだったが、2013年6月の一部改良で4WD仕様も復活）した。
デザインは初代のキープコンセプトだが、初代よりレトロっぽさを弱めた、モダン指向のデザインとなった。個性を演出するために、フロントグリルやリアドア、ヘッドライト、リアランプハウス、オプションのカーペットなど車内の各所にうさぎをモチーフとしたキャラクターを描いているほか、うさぎキャラクターのアニメーションやメッセージを表示するメーター内のマルチインフォメーションディスプレイ、インナードアハンドル部分に写真や画像を飾れるフォトフレームを設け、さらにオプションでラパンのロゴ入りキーケースや洗車セット、タンブラー、ポロシャツ、傘、紫外線除け手袋なども販売するなど、従来のクルマにはないエンターテイメント性を付加した商品訴求を行なっている。なお、チーフデザイナーは同社の結城康和が担当し、2008-2009グッドデザイン賞を受賞している。
ラパンショコラ
2013年6月の一部改良と同時に、派生モデルである「アルト ラパン ショコラ（ALTO Lapin Chocolat、以下、ラパンショコラ）」が追加された（型式自体はラパンと同じ）。専用デザインが与えられており、フロントデザインはヘッドランプの形状を丸目型に変更してディスチャージヘッドランプを内蔵。フロントグリルもリアに装着されている「Lapin」ロゴエンブレムを装着するなどデザインを変更してグリル下部にシルバー塗装を追加した。リアデザインはコンビランプを丸目型ヘッドランプとイメージを統一しクリアレンズ化。バンパーはフロント・リア共にメッキ加飾を追加。全車標準装備の14インチアルミホイールは白塗装にシルバーのハーフホイールキャップを追加した。インテリアはブラウンをベースにアイボリーや赤を加えた3色でコーディネートされ、スイーツを連想させる色調とし、縫製シートはアイボリー基調にブラウンのキルティングを合わせ、アクセントとして赤のパイピングを配したレザー調を採用した。その他、ラパン同様にエコスコア機能付のマルチインフォメーションディスプレイを採用し、スマートフォン連携ナビゲーションをメーカーオプションに設定。グレード体系は「G」と「X」の2グレードでNAエンジン車のみの設定。「X」にはプレミアムUV&IRカットガラス（フロントドアガラス）とIRカット機能付フロントガラスも装備した。

### 年表
2008年11月26日
フルモデルチェンジ。
グレード体系はNA車が「G」・「X」、ターボ車が「T」・「T Lパッケージ」の計4グレードとなり、スポーツモデルの「SS」が廃止された。ボディカラーも「アロマティックアクアメタリック」と「チェリーピンクパールメタリック」の新色を加えた10色、インテリアカラーはボディカラーやグレードにより3種類が用意されている。また「X」には初代モデルにもラインナップされていた「ホワイト2トーンルーフ仕様」が設定された。さらに、キーレスプッシュスタートシステムとイモビライザーを全グレードに標準装備。なお、この2代目モデルはマツダへのOEM供給はされず、「スピアーノ」は初代モデルで廃止となった。
2009年1月9日
東京オートサロンにて「ラパン・コンバーチブル・コンセプト」を発表。カラーリングなどから、オートサロンのために作られた打ち上げ花火の企画にも見えるが、2代目の特徴であるロングキャビンと立ったAピラーを生かし、軽サイズの中で4人乗れるオープンカーという難しいパッケージの成立と、幌を開けたときの前方上方の開放感を両立させた、リアリティを考慮したデザインとなっている（近年のオープンカーでは、Aピラーが寝ているため、幌を開けても運転席からは空が見えず開放感に欠けるものが多いが、このラパンの場合はフロントガラスが立っていて遠くにあるため、開放感は往年のそれらよりも高いと予測される）。ただし、市販の予定は無い参考出品車としている。
2009年10月
仕様変更。ボディカラーを整理し、「シルキーシルバーメタリック」、「クラッシーレッドパール」、「ノクターンブルーパール」の3色を廃止。「G」の2WD・4AT車は従来メーカーオプションとなっていたEBD付4輪ABS及びブレーキアシストを標準装備化。「ノクターンブルーパール」に関しては後述する、3代目の特別仕様車「Fリミテッド」限定で7年ぶりに復活している。
2010年1月21日
スズキの四輪車国内累計販売台数2,000万台の達成を記念した特別仕様車「Xリミテッド」を発売。「X」をベースに、ディスチャージヘッドランプ（ロービーム、オートレベリング機構付）、オートライトシステム、マルチリフレクターフロントフォグランプ、フルオートエアコン（抗アレルゲン+カテキン・エアフィルター付）、本革巻ステアリングホイールを装備。ブラック内装、ボディカラーは専用色の「パールメタリックカシミールブルー」を含む5色を設定。
2010年5月1日
仕様変更。「G」と「X」に設定されていた4AT車が廃止となり、全車CVT仕様となる。
2010年8月20日
一部改良（2型）。
パレットや7代目アルトに採用されている副変速機構付CVTを搭載したことで、燃費と発進加速を向上。新たにエコドライブインジゲーターを追加し、リアコンビネーションランプをLED化。ターボエンジン車の「T」は排出ガスのクリーン化により「平成17年度排出ガス基準75%低減レベル（☆☆☆☆）」認定を取得した。内装色は「G」・「X」と共通化され、ボディカラーによりアイボリー又はブラウンが設定されるようになった。
2010年11月25日
「G」をベースに、白色のアンダースポイラーと「Lapin」ロゴ入りホイールキャップ、インパネガーニッシュ、銀色のフロントグリルとセンターガーニッシュを採用するとともに、照明付バニティミラー（運転席・助手席）、運転席シートヒーター（2WD車のみ、4WD車はベース車に標準装備）、リアスピーカー、ツイーター等を装備した特別仕様車「リミテッド」を発売。
2011年11月21日
発売10周年を記念した特別仕様車「10thアニバーサリーリミテッド」を発売。「X」をベースに、ラパンマークをあしらったフロントメッキグリル、専用エンブレム（バックドア貼付）、メッキドアハンドル、プレミアムUVカットガラス（フロントドア）、記念ロゴ入りの専用盤面発光メーター（輝度調整式）、本革巻ステアリングホイール（ブラウンオーナメント付）、フルオートエアコン、運転席シートヒーター（2WD車のみ、4WD車はベース車に標準装備）を装備し、シックでエレガントなデザインと女性に配慮した機能を取り入れた記念モデルである。車両同梱品として誕生10周年記念ロゴ入りの専用フロアマットと専用携帯リモコンカバーを用意するとともに、ボディカラーは特別設定色の「メロウブロンズパールメタリック」・「カシスピンクパールメタリック（3代目MRワゴン採用色）」を含む8色を設定した。
2012年5月17日
一部改良（3型）。「G」・「X」・「10thアニバーサリーリミテッド」の2WD車において、エンジン制御の見直しにより燃料カット時間を長くしたほか、CVTオイルを低粘度化してCVT内の摩擦抵抗（フリクション）を低減したことで燃費を向上。これにより、「平成27年度燃費基準+10%」を達成した。また、2012年7月からのシートおよびシートベルトに関する保安基準の改正に対応して、フロントシートのヘッドレストを大型化するなどの対応が行われた。併せて、全車においては後席にISOFIX対応のチャイルドシート固定用アンカーを採用した。
2012年10月10日
「G」と「X」の2WD車を一部改良。新たに停車時アイドリングストップシステムを搭載し、転がり抵抗を低減したタイヤを採用したことで燃費を向上し、「平成27年度燃費基準+20%」を達成。さらに、坂道で車両の後退を抑制するヒルホールドコントロールも装備した。同時に、「X」をベースに、プレミアムUVカットガラス（フロントドア）、ラパンマークをあしらったフロントグリル、メッキドアハンドル、Bピラーブラックアウト（ブルーイッシュブラックパール3を除く）、運転席シートヒーター（2WD車のみ、4WD車はベース車に標準装備）、フルオートエアコン、本革巻ステアリングホイール（ブラウンオーナメント付）を装備するとともに、インサイドドアハンドルガーニッシュやオーディオガーニッシュの一部にピアノブラック調加飾を、インサイドドアハンドルとエアコンルーバーリングにメッキ加飾をそれぞれ採用し、ファブリックシート表皮とドアトリムクロスに黒を採用したことでエレガントな印象とした特別仕様車「Xセレクション」を発売。ボディカラーは特別設定色の「ミステリアスバイオレッドパール（オプションカラー）」と「アーバンブラウンパールメタリック」を含む7色を設定した。
2012年12月19日
「G」に、2010年5月で廃止されていた2WD・4AT車が復活。同グレードの2WD・CVT車からヒルホールドコントロールとアイドリングストップシステムを非装備とし、タイヤの仕様を「T」や4WD車と同一仕様としており、初期型（1型）同様に平成27年度燃費基準を達成している。
2013年5月1日
仕様変更。ボディカラーの整理により、「チェリーピンクパールメタリック（「X」に設定のホワイト2トーンルーフ仕様を含む）」を廃止。
2013年6月19日
一部改良（4型）。
従来はNAエンジンの2WD・CVT車のみに搭載されていた停車時アイドリングストップシステムを、同エンジンの4WD・CVT車にも搭載し燃費を向上。これにより、NAエンジンの4WD・CVT車も「平成27年度燃費基準+20%」を達成した。併せて、「G」には一旦廃止となっていた4WD・4AT車を再設定したほか、「X」は「XL」に、「T」は「T Lパッケージ」を統合して「TL」にそれぞれ改名した。さらに、「G」および「X」をベースとした派生モデル「ラパンショコラ」を追加。
装備面ではメーター内に搭載されているマルチインフォメーションディスプレイにエコスコア機能（エコドライブ度を採点する機能）とアイドリングストップの作動状況機能を追加。「XL」と「TL」にはフロントドアガラスに紫外線を99%カットし、さらに、赤外線をカットするプレミアムUV&IRカットガラスを軽自動車で初採用すると共に、IRカット機能付フロントガラスも採用。特別仕様車「10thアニバーサリーリミテッド」や「Xセレクション」で採用したラパンマークをあしらったフロントメッキグリルや運転席シートヒーターを標準装備したほか、スペーシアに採用したタッチパネル式ディスプレイ、バックモニター、ワンセグ/FM/AMチューナーを搭載し、Bluetoothに対応したスマートフォン連携ナビゲーションを新たにメーカーオプションに設定した（設定した場合、ハンズフリーマイクと外部端子も追加で装備される）。「G」はCVT車にリヤワイパー&ウォッシャー（2WD車のみ、4WD車は標準装備）、フルオートエアコン（抗アレルゲン+カテキン・エアフィルター、外気温計付）、電動格納式リモコンドアミラー、シルバーセンターガーニッシュ、運転席・助手席バニティーミラー（チケットホルダー付）をひとまとめにしたセットオプションを新たに設定した。
ボディカラーは2013年5月に廃止された「チェリーピンクパールメタリック」の代替として、ラパン・ラパンショコラ共通で設定できる新色「シャンパンピンクパールメタリック」を追加したほか、茶系色は「マルーンブラウンパールメタリック」を「10thアニバーサリーリミテッド」や「Xセレクション」に設定されていた「アーバンブラウンパールメタリック」に差し替え。そのほか、ラパンは「XL」・「TL」に2012年10月発売の「Xセレクション」専用色だった「ミステリアスバイオレッドパール（オプションカラー）」を追加、ラパンショコラには2011年11月発売の「10thアニバーサリーリミテッド」専用色だった「カシスピンクパールメタリック」を設定した。
2013年10月1日
ラパンショコラが2013年度グッドデザイン賞を受賞した（スズキの四輪車ではスペーシアシリーズとの同時受賞）。
2013年12月17日
ラパンショコラのシャンパンピンクパールメタリック（ボディカラー）とマルーン×アイボリー+レッド（インテリアカラー）の組み合わせが日本流行色協会が主催する「オートカラーアウォード2014」において、自動車メーカーのデザイナーが自社以外のカラー表現が最も優れているカラーデザインを互選する賞である「オートカラーデザイナーズセレクション」の「インテリア部門賞」と「企画部門賞」を同時受賞したことを発表した。
2014年10月1日
仕様変更。
ラパンはターボ車の「TL」を廃止し、NA車のみのラインナップとなる。また、ボディカラーの入れ替えも行われ、「エアブルーメタリック」を「フィズブルーパールメタリック（ワゴンR・スペーシア設定色）」に、「アロマティックアクアメタリック」を「フォレストアクアメタリック（スペーシア設定色）」にそれぞれ差し替え、「ミルクティーベージュメタリック」と「ミステリアスバイオレットパール（「XL」専用色、オプションカラー）」を廃止する替わりに、スペーシア設定色の「キャンドルオレンジメタリック」を新色として追加。また、「ブルーイッシュブラックパール3」をラパン専用色に移行し、ラパンショコラには専用色として「フェニックスレッドパール」を追加した（なお、「XL」とラパンショコラ「X」に設定のホワイト2トーンルーフは、「シャンパンピンクパールメタリック」以外で入れ替えを行い、「フィズブルーパールメタリック」・「アロマティックメタリック」・「キャンドルオレンジメタリック」を追加した）。
2014年11月5日
ラパンショコラ「X」にブラウン内装を追加。
"キャラメルブラウン"をテーマに、レザー調シートはブラウン基調にベージュのキルティングを合わせ、アクセントとしてキャラメル色のパイピングを配し、レザー調のドアトリムクロスにベージュを採用。インパネガーニッシュはアイボリーを基調にキャラメル色で縁取り、「Lapin」ロゴ入りのステアリングセンターエンブレムもキャラメル色とした。なお、ブラウン内装は、ボディカラーで「フェニックスレッドパール」・「シャンパンピンクパールメタリック（ホワイト2トーンルーフを含む）」・「アーバンブラウンパールメタリック」・「カシスピンクパールメタリック」を選択した時に設定できる。また、ブラウン内装を設定した場合、ボディカラーの識別番号が"X**"に変更となる（例：フェニックスレッドパールの場合、ZLB→XLB）。
2015年4月1日
仕様変更。新たに設けられた「平成32年度燃費基準」をラパン「G」のCVT車と「XL」、及びラパンショコラ全車で達成した。
2015年5月
生産終了。在庫対応分のみの販売となる。
2015年6月2日
3代目と入れ替わる形で販売終了。
- ショコラ G フロント
- ショコラG リア

## 3代目 HE33S/HE93S型（2015年 - ）
2代目では前述のとおり若い女性が購買層の中心であったことを踏まえ、1年前から社内の商品企画や技術企画のスタッフなどで構成される「女性ワーキンググループ」を立ち上げ、企画・マーケティング段階だけではなく開発の各段階において女性ワーキンググループが携わることとなった。この中で、購買層の中心となる若い女性が「可愛いものは好きだけど、子供っぽいのは好きじゃない」「ナチュラルである。シンプルである」志向があることを踏まえてデザインに生かされることとなり、その結果、マーケティングの方向性が2代目の派生モデルである「ラパンショコラ」とほぼ同じとなった。これにより、「ラパンショコラ」は3代目へのフルモデルチェンジに合わせて廃止された。
外観は、ラパンの特徴である箱型フォルムを継承しつつ、角を丸くした「まる しかくい」プロポーションを追求したデザインコンセプトとし、ヘッドランプやリアコンビランプは丸型に変更。ボディカラーは新規色の「コフレピンクパールメタリック」と「フォーンベージュメタリック」、後期型スペーシア採用色である「フレンチミントパールメタリック」や8代目アルト・後期型スペーシア採用色である「シフォンアイボリーメタリック」を新たに加え、2代目からの既存色4色（「カシスピンクパールメタリック」はショコラ専用色から格上げ）を合わせた8色を設定し、一部グレードで2代目から継続設定されるホワイト2トーンルーフ仕様車は新設定色4色に刷新された。さらに、ボディー下部に新たに設けられたスプラッシュガード・フェンダーアーチモール・バンパーモールはボディカラーに合わせてブラウンとネイビーの2色を設定した。プラットフォームを刷新してホイールベースを60mm拡大しつつ、最小回転半径は2代目と同じ4.4mを保持。フロントドアには8代目アルトと同じく中間2段ストッパーを採用した。
内装は、ブラウンのテーブルをイメージし、ファブリック調のカラーパネルを採用した「シンプル」と、白木目調のカウンターをイメージし、光沢のあるカラーパネルを採用した「ナチュラル」の2種類のインパネデザインをグレード毎に設定したほか、内装色（シート色）についてもモノトーン仕様のベージュ内装に加え、一部グレードでは2トーンシートも設定し、ボディカラーに応じてキルティング柄のキャメル内装やチェック柄のブラウン内装を用意し選択可能とした。メーターは腕時計をモチーフとした文字盤と置時計のようなフォルムとした一眼タイプの盤面発光メーター（輝度調整式）を採用。2代目から継続採用されているマルチインフォメーションディスプレイには新機能として、各種車両状態・挨拶・イベント日・記念日（イベント日・記念日は事前設定が必要）を文字情報やアニメーションで知らせるお知らせ機能・挨拶機能を追加し、「Fリミテッド」、「X」、「S」にはメーター表示に連動してスピーカーから音声でも知らせるメーター音声案内機能も追加した。ラゲッジルームはバックドア開口部の上部の幅と下部を拡げ、地上高を30mm低くするとともに、4名乗車時の容量が30Lアップの115Lとなった。
パワートレインはエンジンを11.5の高圧縮比仕様としたR06A型に置換。CVT車は2代目・2型以降に採用されている副変速機構付CVTに改良を加えたほか、アイドリングストップシステムも改良し、停車前の減速時にアクセルを離した段階からガソリンの供給を止め、ブレーキを踏んで時速13km以下の段階から自動でエンジンを停止することでアイドリングストップ時間を拡大。併せて、「エネチャージ」と「エコクール」も搭載し、2WD・CVT車で120kgの大幅な軽量化を行ったことで、JC08モード燃費を2WD車で35.6km/L、4WD車で33.2km/Lにそれぞれ向上。一方、「G」は4速ATに替わり、軽乗用車では8代目アルトに次いでの採用となる、5速MTをベースにクラッチとシフト操作をコンピューター制御化した新型トランスミッション5速AGS（オートギヤシフト）を新たに採用した。これらにより、CVT車と2WD・5AGS車は「平成32年度燃費基準+20%」、4WD・5AGS車は「平成32年度燃費基準+10%」をそれぞれ達成した。
一部グレードにメーカーオプション設定されているナビゲーションも改良され、7インチに大画面化して指紋が付きにくい設計となり、車両の前後左右4カ所に設置したカメラにより車両を真上から見たような俯瞰映像をナビゲーション画面に表示し、ボタン操作で前方/後方ワイド映像、助手席側のサイド映像の切替も可能な全方位モニター付メモリーナビゲーションとなった（なお、本オプションを追加した場合、TV用ガラスアンテナ、ハンズフリーマイク、外部端子（USB、AUX）、ステアリングオーディオスイッチが同時に装着される）。また、販売店アクセサリーにはスズキでは5車種目となるワイドDINサイズ（幅200mm）のワイドナビ4機種が設定されると同時に、市販のワイドDINサイズカーナビゲーションの装着を可能にするオーディオ交換ガーニッシュ（ワイドDIN対応）も設定された。併せて、レーダーブレーキサポート（衝突被害軽減ブレーキ）、誤発進抑制機能、エマージェンシーストップシグナル、ESPを全車に標準装備して安全面も強化した。なお、全方位モニター付メモリーナビゲーション装着車は、全高1,550mm未満の2BOX軽自動車で初めて予防安全性能アセスメントの最高ランクとなる「ASV+（先進安全車プラス）」を獲得している。

### 年表
2015年5月19日
公式発表に先駆け、スペシャルサイト上にティザーサイトを公開。
2015年6月3日
フルモデルチェンジ。
グレード体系が刷新され、廉価グレードの「G」は5AGS専用グレードに、「XL」は2代目・3型以来となる「X」にグレード名を戻して最上位グレードの位置づけとなり、「X」から外気温計（エアコンパネル内）を省いて14インチホイールキャップに変更し、エアコンをマニュアルエアコンに、スピーカーをフロント2スピーカーに、電動格納式リモコンドアミラーをリモート格納機能・LEDサイドターンランプなしに、ドアハンドルをカラードにそれぞれグレードダウンした「S」と、「S」からメーター音声案内機能、ドアトリムクロス、シートパイピング、フロントアームレストボックス、ピラーブラックアウト（ブルーイッシュブラックパール3設定時を除く）を省き、ヘッドランプをマルチリフレクターハロゲン（マニュアルレベリング機能付）に、ステアリングホイール（一部シルバー塗装）をウレタンにそれぞれグレードダウンした2代目の「G」に相当する装備を持った「L」を追加した4グレードとなった。
2015年9月29日
2015年度グッドデザイン賞を受賞。2008年度の2代目以来、2度目の受賞となる。なお、スズキの四輪車では8代目アルト、6代目エブリイ/3代目エブリイワゴン、SX4 S-CROSS、4代目ソリオ/2代目ソリオバンディットとの同時受賞であった。
2015年11月10日
2016年次RJCカー・オブ・ザ・イヤーを受賞（8代目アルトとの同時受賞）。
2015年12月7日
2015-2016日本カー・オブ・ザ・イヤー「スモールモビリティ部門賞」を受賞（8代目アルト・アルトターボRSとの同時受賞）。
2015年12月12日
フレンチミント3トーン（ext）／グレージュ×キャメルシートファブリック（int）、コフレピンク3トーン（ext）／グレージュ×ベージュシートファブリック（int）、フォーンベージュ3トーン（ext）／グレージュ×ブラウンシートファブリック（int）の3つの組み合わせがオートカラーアウォード2015-2016でグランプリを受賞。スズキ車でのグランプリ受賞は2014年のハスラーに続き2年連続の受賞となった。
2016年10月17日
メーカーオプションの全方位モニター付メモリーナビゲーションにおいて、Android Autoの対応化などの機能拡充を行い、既に利用中のユーザー向けにホームページにて配信開始。以降の生産分はソフトウェア更新済の状態で搭載される。
2016年12月1日
仕様変更。「カシスピンクパールメタリック」と入れ替えで、2代目派生モデルのラパンショコラ設定色だった「フェニックスレッドパール」を1年半ぶりに復活させた。なお、「カシスピンクパールメタリック」は、2016年10月末に生産終了となっていた。
2016年12月8日
特別仕様車「Fリミテッド」を発売。
「X」をベースに、外観は専用デザインのフロントメッキグリルを採用。内装はファブリックシート表皮とドアトリムクロスをブラウンで統一し、コットンパールのインパネガーニッシュと一部木目調のインパネオーナメントを組み合わせた専用シックインパネを採用した。
ボディカラーは既存色である「フォーンベージュメタリック」、「シフォンアイボリーメタリック」、「アーバンブラウンパールメタリック」に加えて、同年12月の仕様変更で復活した赤系の「フェニックスレッドパール」と2009年10月に2代目の仕様変更で廃止された青系の「ノクターンブルーパール」が特別設定色として7年ぶりに復活した。
2017年4月1日
仕様変更。「L」・「S」・「X」において燃費基準の区分変更に対応し、2WD車は「平成32年度燃費基準+40%」、4WD車は「平成32年度燃費基準+30%」をそれぞれ達成した。
2017年5月1日
仕様変更。初代から設定されていた「パールホワイト」と入れ替えで、ワゴンRやソリオなどに設定されている「ピュアホワイトパール」を追加。
2017年9月1日
仕様変更。「L」・「S」・「X」に設定されていたメーカーオプション「全方位モニター付メモリーナビゲーション」が廃止され、その代わりとして「全方位モニター用カメラパッケージ」を設定した。なお、アルトラパンの「全方位モニター用カメラパッケージ」は全方位モニター用カメラとステアリングオーディオスイッチの2点で構成されている。
2017年12月7日
特別仕様車「Sセレクション」を発売。
「S」をベースに、外観は専用デザインのフロントグリルとドアハンドルにメッキが施され、カラードドアミラーと14インチフルホイールキャップをホワイトに変更。内装はインパネを一部木目調のヴィンテージインパネに変更するとともに、ステアリングホイールキャップ・ドアトリムクロス・シートパイピングにレディッシュオレンジが採用され、ファブリックシート表皮色は「スカーレット」と「セピア」の2色が設定された。装備面ではエアコンを「ナノイー」搭載のフルオートタイプに変更され、ステアリングオーディオスイッチを追加。さらに、2WD車は4WD車に標準装備されている助手席シートヒーターも追加された。
ボディカラーはモノトーンは既存2色（フェニックスレッドパール、フォーンベージュメタリック）に、特別設定の「サニーイエローメタリック（6代目ワゴンR設定色）」を加えた3色、ホワイト2トーンルーフは全て特別設定で、2代目末期に設定されていた「フィズブルーパールメタリック」が2年6ヶ月ぶりに復活し、6代目ワゴンR設定色の「リフレクティブオレンジメタリック」、6代目ワゴンR・初代スペーシア/スペーシアカスタムZ設定色の「ブリスクブルーメタリック」、「Fリミテッド」でも設定されている「ノクターンブルーパール」の4色の計7色が設定されている。
2018年7月
仕様変更。前述の「全方位モニター用カメラパッケージ」にUSBソケット、GPSアンテナ、TV用ガラスアンテナの3点を追加。また、ボディカラーが入替となり、「ブルーイッシュブラックパール3」を廃止する代わりに、特別仕様車「Fリミテッド」と「Sセレクション」で設定されている「ノクターンブルーパール」がカタログカラーに昇格した。
2018年12月6日
特別仕様車「モード」を発売。
「S」をベースに、外観は専用デザインに変更したフロントグリルとドアハンドルにメッキが施され、フロントのLapinエンブレムとバックドアに装着される「MODE」エンブレムの一部にブルーが採用され、14インチフルホイールキャップはシルバー&ホワイトの2トーン仕様に変更した。内装はブラックパールのインパネガーニッシュとヘリンボーン木目調のインパネオーナメントで構成されたヘリンボーンインパネをはじめ、インパネシフトガーニッシュの一部にシルバー塗装、エアコンルーバーはブラックが採用され、ドアトリムクロス・ファブリックシート表皮・シートパイピング・フロアマット（フロアマットはディーラー装着）はネイビーで統一された。装備面ではエアコンを「ナノイー」搭載のフルオートタイプにグレードアップされ、ステアリングオーディオスイッチを装備。2WD車は4WD車に装備されている助手席シートヒーターも装備された。
ボディカラーは2018年7月の仕様変更で廃止されていた「ブルーイッシュブラックパール3」やモノトーンでの設定は3年6ヶ月ぶりとなる「フィズブルーパールメタリック」の2色の特別設定色を含む5色が設定され、このうちの3色はメーカーオプションでホワイト2トーンルーフも設定される。「フィズブルーパールメタリック」と「ノクターンブルーパール」のホワイト2トーンルーフは「Fリミテッド（「ノクターンブルーパール」のみ）」や「Sセレクション」でも設定されており、「モード」でも特別設定されている。
2019年6月17日
一部仕様変更（2型）。
安全装備が充実化され、衝突被害軽減ブレーキをレーザーレーダー+単眼カメラ方式の「デュアルセンサーブレーキサポート」に変更するとともに、車線逸脱警報機能、ふらつき警報機能、先行車発進お知らせ機能、ハイビームアシスト、標識認識機能（車両進入禁止、はみだし通行禁止、最高速度）を追加。さらに、リアバンパーに超音波センサーを搭載したことで、「後退時ブレーキアシスト」とリアパーキングセンサーも追加され、誤発進抑制機能は前方に加えて後方にも対応した。
そのほか、「X」はシート表皮を「ベージュ」から「スカーレット」に変更（「キャメル」は継続設定）され、オートライトシステムを「G」と「L」にも拡大して全車標準装備化、シートヒーターは「G」の2WD車は運転席、「G」の4WD車は助手席にそれぞれ標準装備された。また、従来は「L」・「S」・「X」にメーカーオプション設定だったオーディオレス仕様が「G」を含めて全車標準化された。
なお、2018年12月発売の特別仕様車「モード」はベース車に準じた仕様変更を受け継続販売される。
2020年10月14日
一部仕様変更（3型）。
グレード体系の見直しにより「S」が廃止され、廉価グレードの「G」がトランスミッションを5AGSからCVTに変更され、「エネチャージ」が搭載された。
装備内容が拡充され、「L」は電動格納式リモコンドアミラーにリモート格納機能、フロント間欠ワイパーに時間調整機能がそれぞれ追加され、ステアリングオーディオスイッチを追加、エアコンをフルオートタイプに変更。「X」もステアリングオーディオスイッチを追加し、フロント間欠ワイパーに時間調節機能を追加した。また、エンジンを切り運転席ドアを開けるとヘッドライトが自動で消灯するライト自動消灯システムが全車に標準装備された。
ボディカラーは「フェニックスレッドパール」が廃止され、7色展開となった。
「モード」はベースグレードが「X」に変更され、「L」同様に電動格納式リモコンドアミラーにリモート格納機能、フロント間欠ワイパーに時間調整機能をそれぞれ追加する一部仕様変更の上、継続販売される。
また、今回の一部仕様変更により、WLTCモードによる燃料消費率並びに排出ガスに対応（JC08モードによる燃料消費率も併記）し、「平成30年排出ガス基準50%低減レベル（☆☆☆☆）」認定を取得したが、「L」と「X」はJC08モードによる燃料消費率が低下したため、2WD車は「2020年度燃費基準+20%」達成、4WD車は「同10%」達成となった。
2021年4月
仕様変更。2030年度燃費基準に対応し、2WD車は「2030年度燃費基準85%達成」、4WD車は「同80%達成」となった。
2021年12月
仕様変更。ボディカラーの設定が変更され、「フレンチミントパールメタリック」を「オフブルーメタリック」に入れ替えた（「X」に設定の「フレンチミントパールメタリック ホワイト2トーンルーフ」も同様に「オフブルーメタリック ホワイト2トーンルーフ」に入れ替え）。
2022年6月17日
一部仕様変更（4型）され、同時に派生モデルの「アルトラパンLC」（以降、ラパンLC）が発売された。
一部仕様変更では衝突被害軽減ブレーキをステレオカメラ方式の「デュアルカメラブレーキサポート」に変更され、インパネにUSB電源ソケット（Type-A/Type-C）を装備。「L」と「X」はヘッドランプがLED化され、メーカーオプションの全方位モニター用カメラにすれ違い支援機能、左右確認サポート機能、3Dビュー表示機能を追加するとともに、バックアイカメラ付ディスプレイオーディオのメーカーオプション設定を追加。「X」はフルオートエアコンに「ナノイーX」が搭載され、フロントグリルは「モード」に準じたデザインのメッキ仕様に変更、シート表皮色は「ライトブラウン」と「ライトグリーン」に刷新された。
ラパンLCはラパン「L」・「X」グレードをベースに、(ラパンLCではGグレードは用意されていない)フロントグリルをフロンテの2代目モデルであるフロンテ360（LC10型）と、それを基にしたコンセプトカー、スズキ・LCのフロントフェイスをモチーフとしたデザインに変え、フロントグリル・ヘッドランプ・バックドアにメッキガーニッシュを装着。バックドアのエンブレムは「L a p i n」のロゴからメッキガーニッシュと一体となったLCエンブレムに変更。シート表皮はトラッドブラウンのレザー調&ファブリック、ステアリングホイールはダークブラウンとアイボリーを組み合わせた本革巻を採用。「X」はドアミラーにLEDサイドターンランプが追加され、ハーフホイールキャップ付のアルミホイールを装備し、インパネはガーニッシュをダークグレーパール（LCエンブレム付）、オーナメントをミディアムブラウン木目調とした「シックインパネ」となる。
ボディカラーはモノトーンは新色のトラッドカーキメタリックを追加し、コフレピンクパールメタリックを同じく新色のテラコッタピンクメタリックへ入替。ノクターンブルーパールはラパンLC専用色へ移行され、ラパンLCには9代目アルト設定色であるソフトベージュメタリックも設定された。なお、新色2色とフォーンベージュメタリック、アーバンブラウンパールメタリックはラパン・ラパンLC共通色となる（ただし、ラパンLCでは新色2色は「L」専用色となる）。「X」に設定の2トーンルーフはルーフ色をソフトベージュに変更するとともに、シフォンアイボリーメタリックをモノトーン専用色へ移行する形で廃止し、コフレピンクパールメタリックをテラコッタピンクメタリックに入れ替え、トラッドカーキメタリックを追加。ラパンLC「X」の2トーンルーフではバリエーションを変え、ソフトベージュ2トーンルーフはラパン「X」と共通設定となるトラッドカーキメタリックにアーバンブラウンパールメタリックとノクターンブルーパールを加えた3色に。さらに、ラパンLC「X」専用のアーバンブラウン2トーンルーフも設定され、フォーンベージュメタリック、トラッドカーキメタリック、テラコッタピンクメタリックの3色が設定される。
この仕様変更に伴い、搭載されているCVTは軽量化と高効率化を実現した新型となり、更に燃料消費率が向上されたことで、2WD車は「2030年度燃費基準90%達成」、4WD車は「同85%達成」となった。
2023年11月20日
アルト、スペーシアベース、クロスビーと共に一部仕様変更（5型、12月21日発売）。
法規対応に伴ってメーターパネル内にリアパーキングセンサー作動表示灯が追加されると共に、仕様変更や原材料価格の高騰などに伴ってメーカー希望小売価格が改定され、ラパン・ラパンLC共に全グレード一律7.7万円（10%の消費税込）値上げされた。
2025年7月24日
一部仕様変更（6型、8月25日発売）。
マイナーチェンジ相当の仕様変更となり、パワートレインはエンジンをR06D型へ換装され、ISG（モーター機能付発電機）を搭載してマイルドハイブリッド化。燃料消費率が向上された。マイルドハイブリッド化に伴って搭載車の証として左右フロントフェンダーにマイルドハイブリッドエンブレム（背景色が銀・文字色が青）が装着されるほか、車両型式がHE93S型に、グレード名が「HYBRID G」・「HYBRID L」・「HYBRID X」（「HYBRID G」はラパンのみ）にそれぞれ変更された。
外観はラパン・ラパンLC共にフロントフェイス（グリル・バンパー）を変更。内装はラパンは「HYBRID X」で変更となり、シート表皮やドアトリムクロス色をライトブルーとモカブラウンに刷新されたほか、インパネガーニッシュ色をサンセットアイボリーに、インパネオーナメント色をブラウン木目調にそれぞれ変更。ラパンLCはシート色をアッシュブラウンに、インパネガーニッシュ色をレザー調キャメルに、インパネオーナメント色をブラックヘリボーン柄にそれぞれ変更された。
ボディカラーはモノトーンはフォーンベージュメタリックとラパンLC専用色のノクターンブルーパールを廃止する代わりに、ラパン・ラパンLC共通色としてフォギーブルーパールメタリックと新規色のルーセントベージュパールメタリック（メーカーオプション）を追加。「HYBRID X」専用の2トーンルーフ（メーカーオプション）はソフトベージュ2トーンルーフにおいて、ラパン専用色のオフブルーメタリックとラパンLC専用色のトラッドカーキメタリックを廃止する代わりに9代目アルトの2025年6月仕様変更で設定されたフォギーブルーパールメタリックをラパン・ラパンLC共通色で設定され、ラパンのソフトベージュ2トーンルーフ及びラパンLCのアーバンブラウン2トーンルーフに設定されていたフォーンベージュメタリックをルーセントベージュパールメタリックに入れ替えた。
安全機能がアップデートされ、衝突被害軽減ブレーキをミリ波レーダー+単眼カメラ方式の「デュアルセンサーブレーキサポートII」へ変更されたほか、後退時ブレーキサポートは超音波センサーをフロントバンパーにも搭載したことで低速時ブレーキサポート（前進・後退）へ強化（同時にパーキングセンサーがフロントにも対応）。発進お知らせ機能は先行車に加えて信号切り替わりにも対応し、標識認識機能は転回禁止と赤信号にも対応。車線逸脱抑制機能が追加された。
バックアイカメラ付ディスプレイオーディオのメーカーオプションが廃止された一方、コネクテッドサービスの「スズキコネクト」に対応したことに伴い、メーカーオプションの全方位モニター用カメラパッケージはスズキコネクト対応通信機とSOSボタンを追加して全方位モニター用カメラパッケージ・スズキコネクト対応通信機に改名。また、日本国内向けのスズキ車で初採用となる急速充電に対応したUSB電源ソケット（Type-C）をインパネに2ポート装備された。

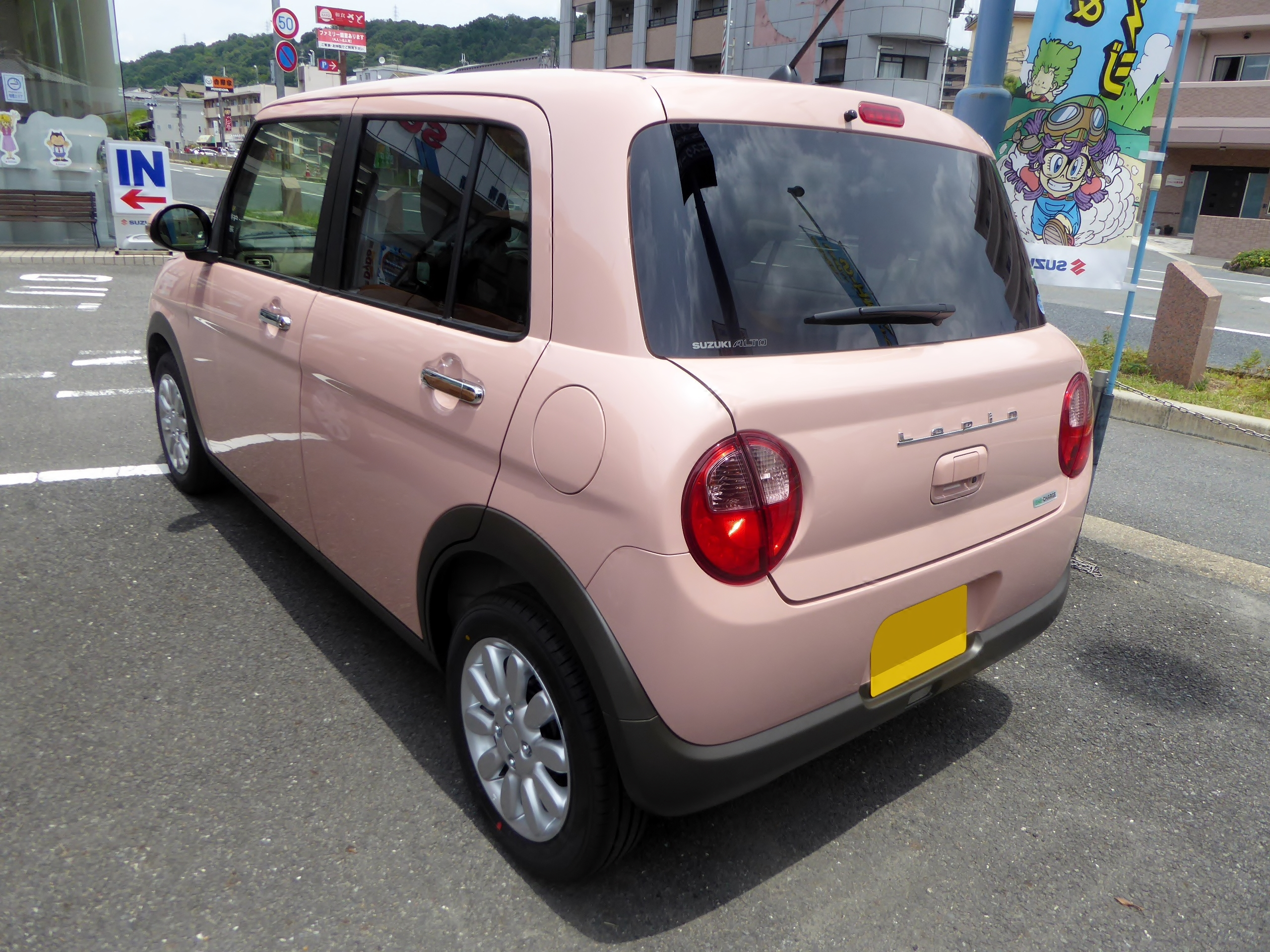
2015年6月販売型 X リア
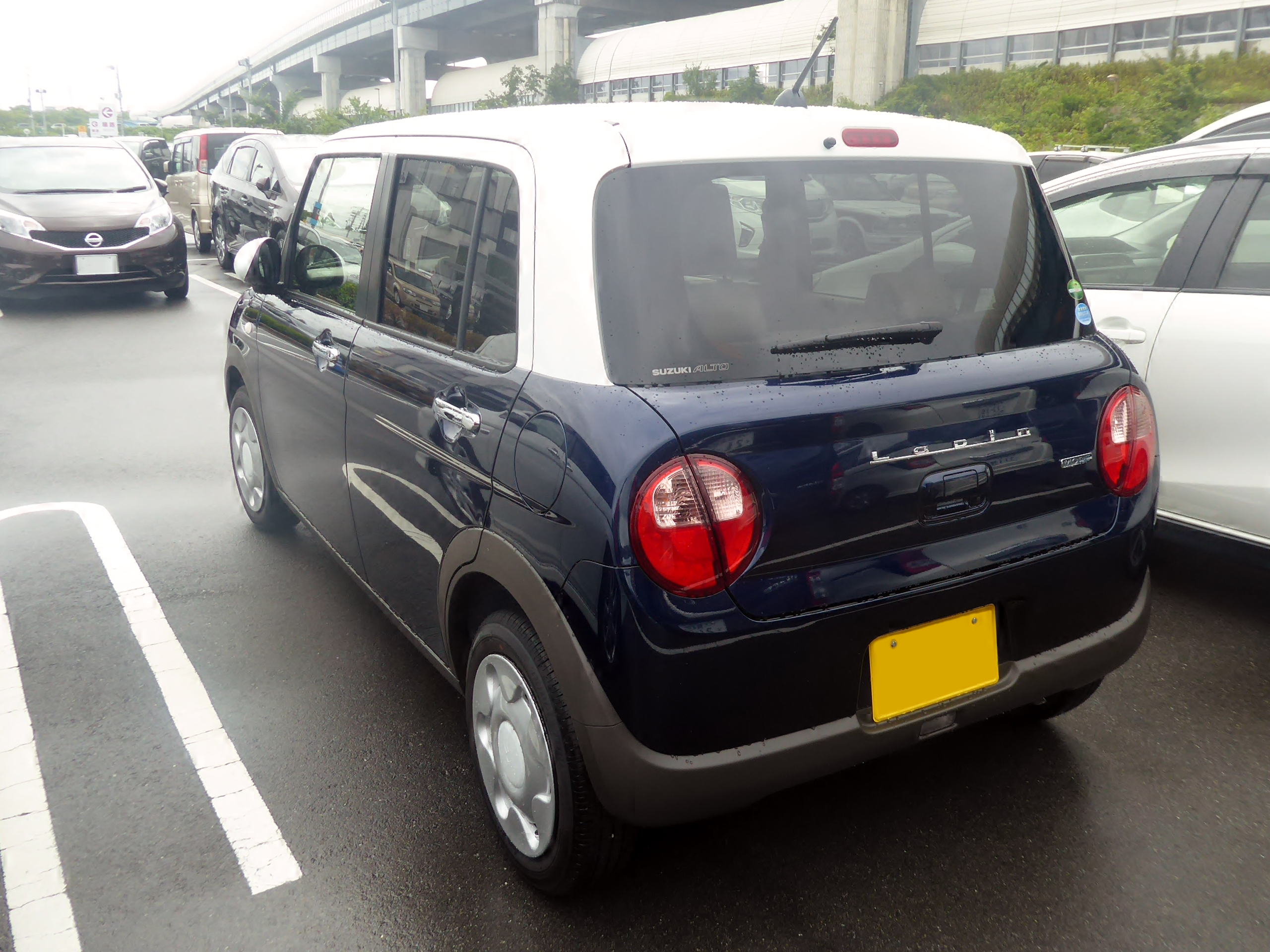
2018年12月販売型 MODE リア
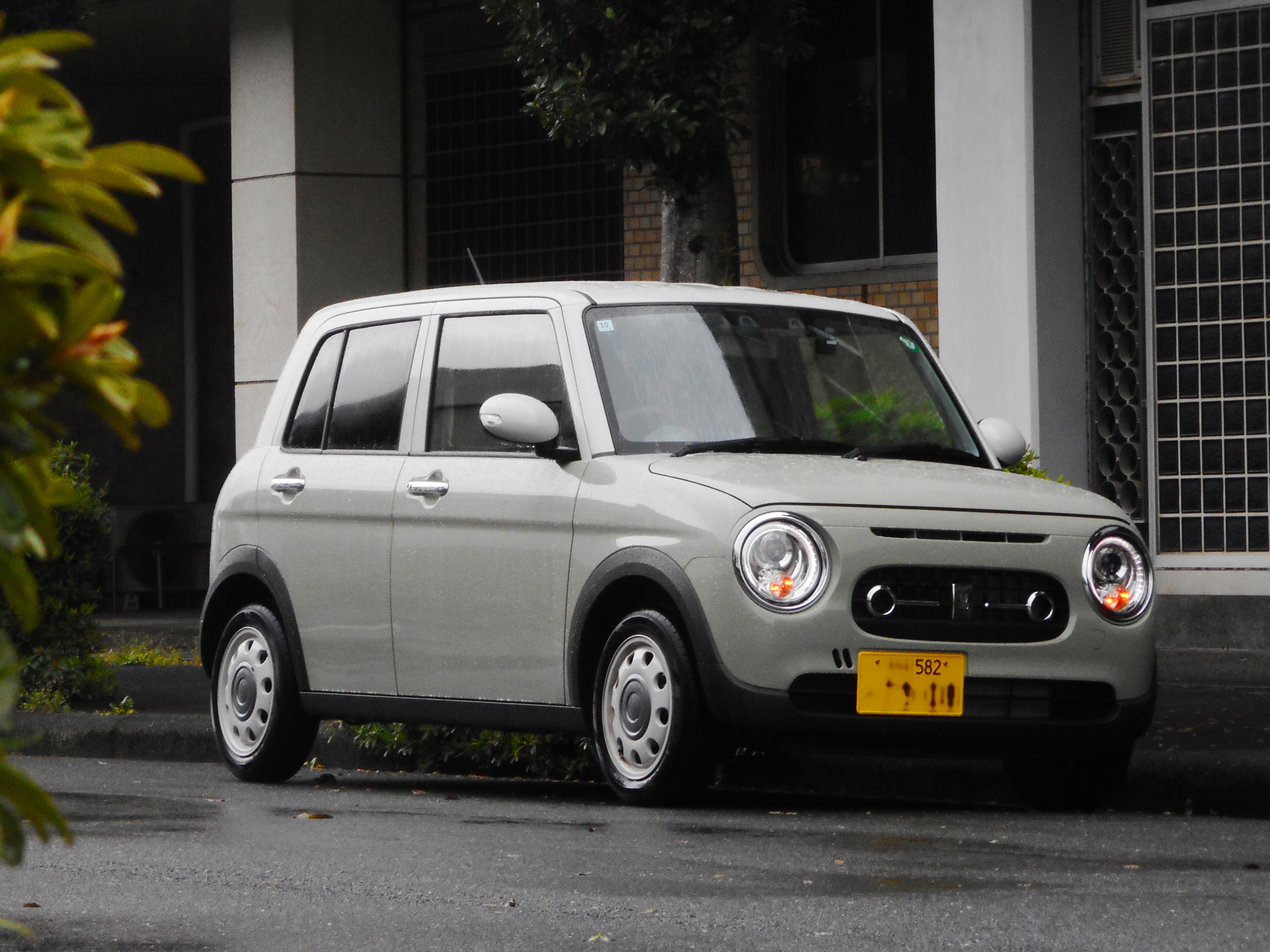
2022年6月販売型 LC X リア
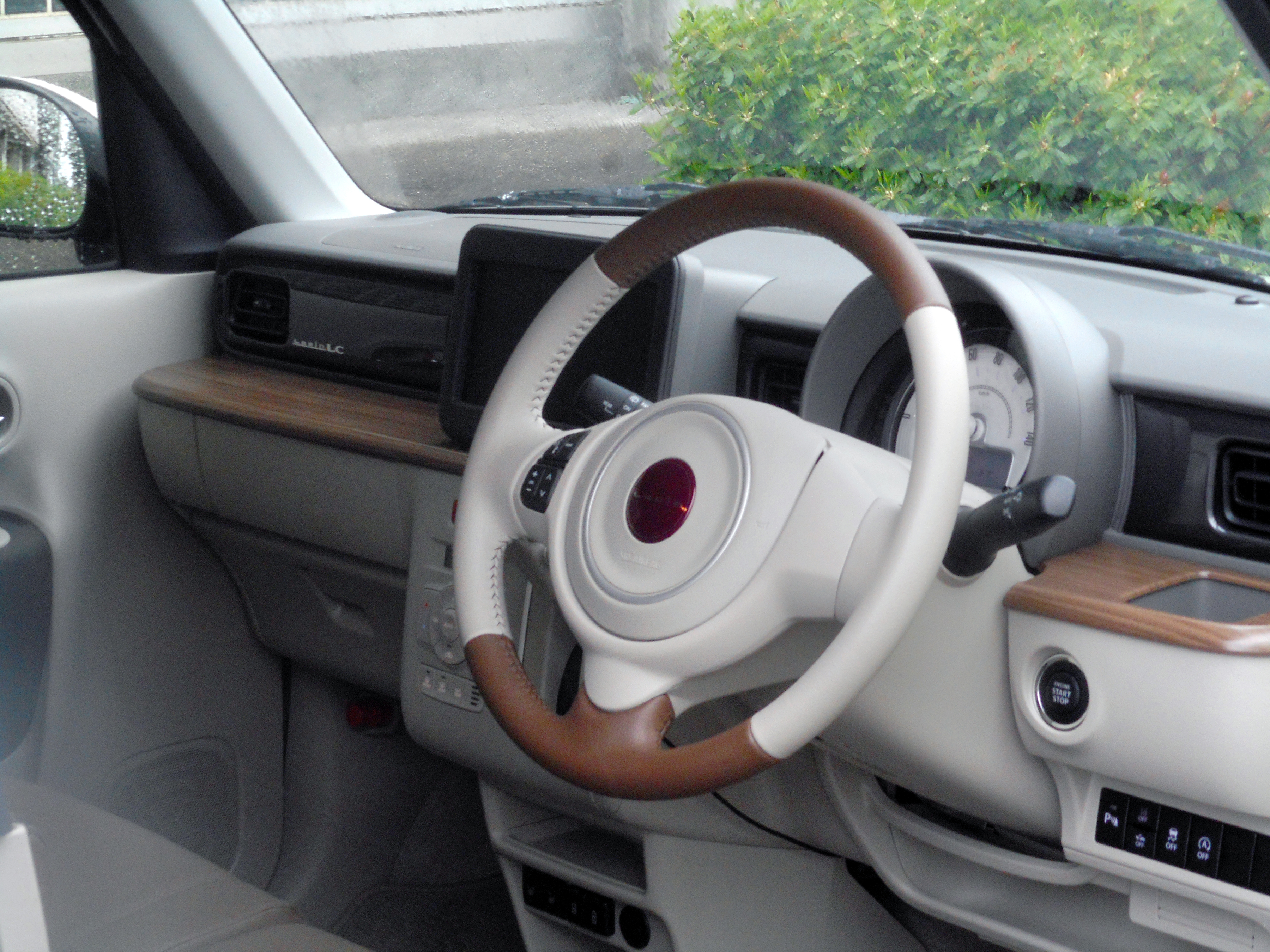
2022年6月販売型 LC X 内装
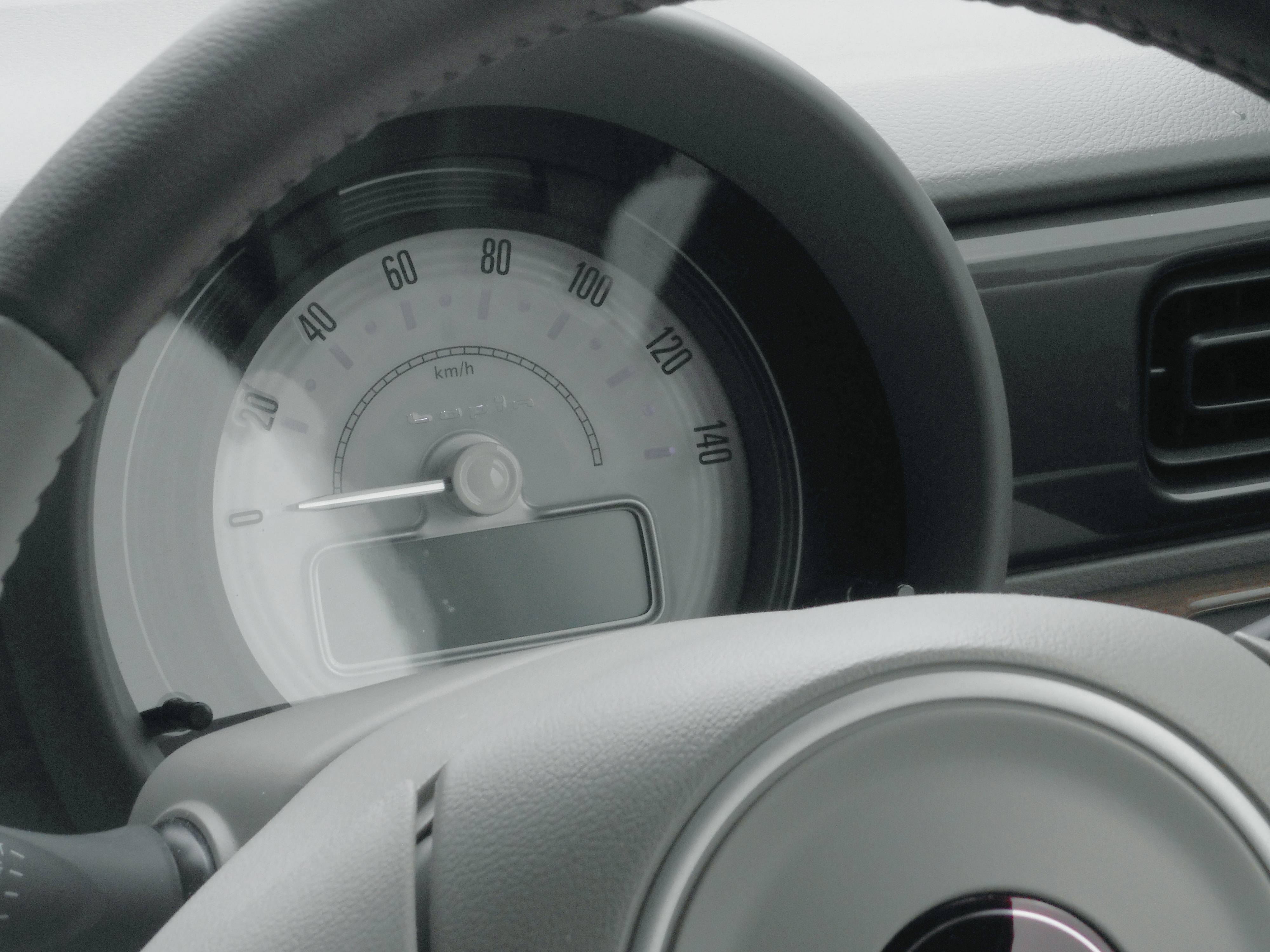
2022年6月販売型 LC X メーターパネル
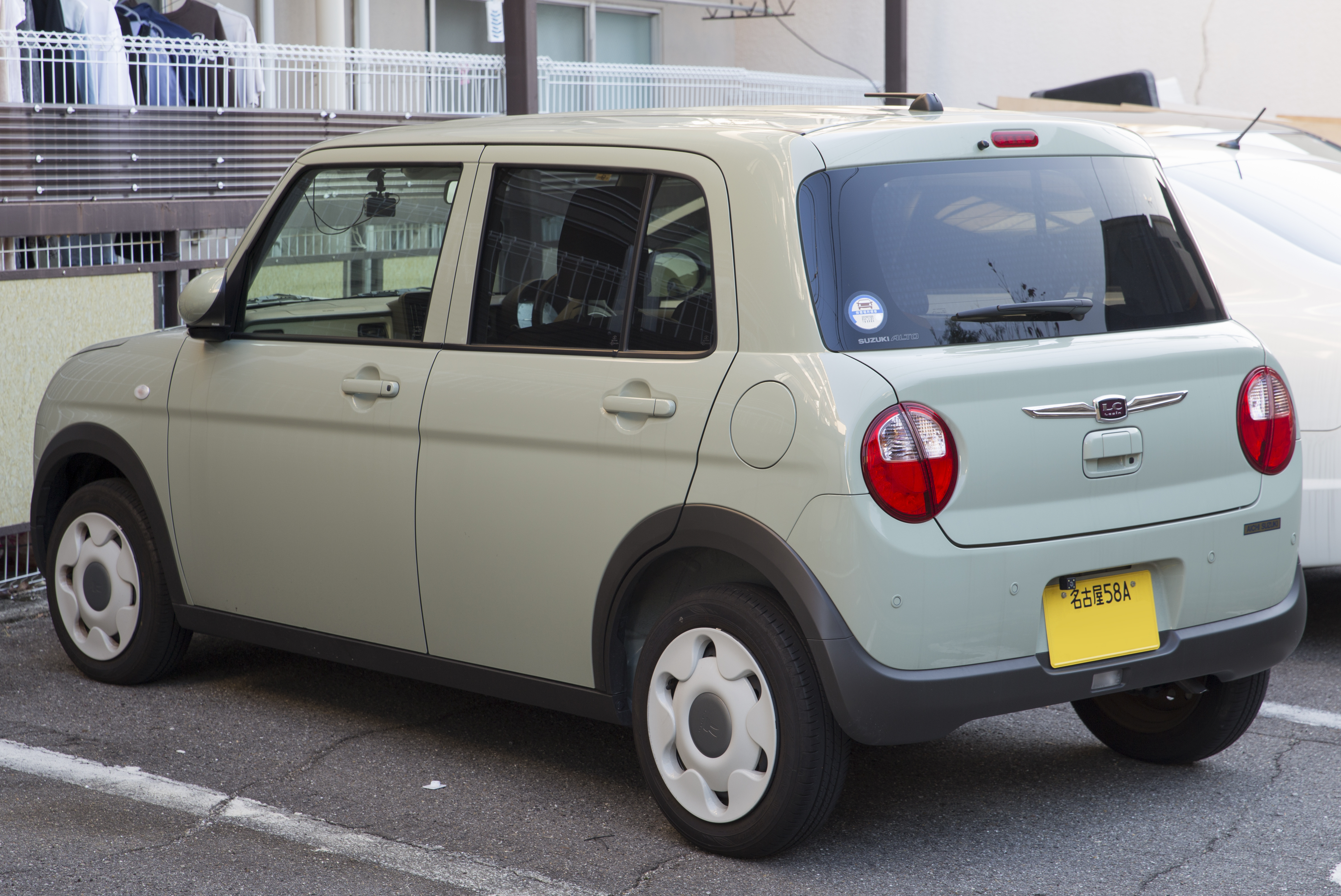
2022年6月販売型 LC L リア

## 車名の由来
- 「ラパン」はフランス語でウサギの意味。
- 2代目の派生車種である「ショコラ」はフランス語でチョコレートの意味。
- 3代目の派生車種であるラパンLCの「LC」とは、「ライフスタイルが変わるような小さいクルマ」という意味の英語"Life-Changing Compact"の略称、またフロントマスクのモチーフになったフロンテ360のエンジン型式(LC10型)に由来する。